# Éditions Averbode
Le Groupe éditorial Averbode ((nl) Uitgeverij Averbode) est un groupe de maisons d’édition belges d'inspiration chrétienne, spécialisé entre autres dans les livres et revues destinés à la jeunesse. 

## Historique

### Fondation et développements
Les origines éditoriales remontent à 1877, quant, les norbertins de l'abbaye prémontrée d'Averbode, en Belgique, sortent des presses les premiers ouvrages religieux .
Le véritable tournant remonte à 1920, avec la sortie simultanée de deux périodiques, l'un en néerlandais, Zonneland (en), et l'autre en français, Petits Belges. Les deux supports comportent les mêmes contenus. La première bande-dessinée y est publiée en 1929. Parmi les premiers contributeurs, Jean Ray (Raymond Jean Marie De Kremer, dit), qui prend le pseudonyme de « John Flanders ».
En 1930, est lancée Vlaamsche Filmkens, qui a pour pendant à partir de 1934, Presto Films, une collection de petits récits en fascicules, sous la marque Altiora,. 
Après une interruption durant la Seconde Guerre mondiale, G. P. Averbode commence à se diversifier. Entre 1958 et 1973, de nouveaux périodiques sont publiés, toujours destinés à la jeunesse. Un bureau est ouvert également en Belgique francophone, à Namur. 
En 1991, sort Dapido, un magazine mensuel destiné aux enfants de 2-3 ans. En 1995, sort iD, un magazine qui cible les lycéens, et qui remplace Top, qui avait été lancé en 1973.

### XXIesiècle
Outre ses éditions propres le groupe assure la distribution de produits d'autres maisons d'édition internationales. Contrairement à certains de ses concurrents, le groupe éditorial Averbode est le seul groupe à avoir gardé un ancrage belge et pédagogique. 
En 2022, le groupe d'éducation Plantyn rachète le groupe Averbode, jusqu'à cette date resté indépendant. Plantyn, basé à Berchem (près d'Anvers), fait partie d'un groupe néerlandais, Infinitas Learning (en), basé à Utrecht, une ancienne filiale de Wolters Kluwer, désormais rattaché à SHV Holdings.
Depuis des dizaines d’années, il est le leader du marché des revues éducatives en Belgique, en français comme en néerlandais. 
De plus, le Groupe éditorial Averbode a un fonds éducatif, avec des outils didactiques et des méthodes destinés à l’enseignement maternel, primaire, secondaire et supérieur, aussi bien pour la Wallonie et Bruxelles que pour la Flandre (et le Grand-Duché de Luxembourg). Ces fonds paraissent sous les marques Averbode, Erasme, Didier Hatier, Labor Education, Sedrap ou Cego Publishers.
Au-delà de son édition propre, le Groupe éditorial Averbode assure la distribution d’une série de maisons d’édition internationales, telles que Hachette, Didier, Foucher, Hatier, Edelsa, Mary Glasgow Magazines, Kwintessens.
De nombreuses initiatives ont aussi été développées pour le grand public, comme les personnages Nelly et César, où les livres et la télévision sont réunis pour une fonction éducative.

## Filiales
Le groupe des éditions Averbode compte plusieurs sociétés qui ont chacune une mission spécifique. 
- Les Éditions Averbode S.A., avec Petits Belges et Zonneland lancés en 1920, se sont spécialisées dans la production et la distribution de revues éducatives généralistes pour enfants (Dopido[6], Dokadi[7], Dorémi[8], Bonjour[9], Dauphin[10], Tremplin[11]), des romans pour diverses tranches d'âge (Ouistilivres[12], Max et Bouzouki[13], TireLire[14], Récits-Express[15], Je lis des Histoires vraies[16] version belge) et des revues d'éveil religieux (Naomi[17], Simon[18], Samuel[19]). Depuis 2014, existe une nouvelle offre de lecture pour les tout-petits : Ouistimini[20].
- Les Éditions Altiora Averbode S.A. s'occupent du développement de divers fonds éditoriaux : outils éducatifs, littérature jeunesse et livres religieux et philosophiques.
- La S.A. Lascaux se concentre sur les développements informatiques et multimédia.
- La S.A. Éditions Érasme est éditrice en Fédération Wallonie-Bruxelles de manuels scolaires ainsi que d'outils pédagogiques et éducatifs (jeux, valises...) pour tous les niveaux d’enseignement.
- La S.A. Cego Publishers est une coentreprise du Groupe Averbode et du Centrum voor Ervaringsgericht Onderwijs de l’Université de Leuven.
- Les Éditions Averbode S.A.R.L. et Uitgeverij Averbode B.V. sont les filiales en France et aux Pays-Bas.